# Helena van Montenegro
Jelena Petrović-Njegoš van Montenegro (Servisch: Јелена Петровић Његош, Italiaans: Elena, Nederlands: Helena) (Cetinje, Montenegro, 8 januari 1873 – Montpellier, Frankrijk, 28 november 1952) was de dochter van koning Nicolaas I van Montenegro en diens echtgenote Milena Vukotić.
Op 24 oktober 1896 trouwde ze met Victor Emanuel III van Italië, toen nog kroonprins. Vier jaar later werd ze koningin toen haar man de troon besteeg. Door de fascistische veroveringen van Ethiopië in 1936 en Albanië in 1939 gebruikte ze ook de titels Keizerin van Ethiopië en Koningin van Albanië. Tijdens de Tweede Wereldoorlog deed haar man echter afstand van deze titels.
Ze wordt gezien als de meest invloedrijke Montenegrijnse vrouw in de geschiedenis omdat ze koningin was van Italië, op dat moment een wereldmacht. Ze beïnvloedde haar man om bij minister-president Mussolini te lobbyen om Montenegro opnieuw onafhankelijk te maken, en zo geschiedde. In 1941 ontstond de Onafhankelijke Staat Montenegro.

## Kinderen
Victor Emanuel en Helena bleven tot 1901 kinderloos. Koningin-moeder Margaretha meende dat de twee duidelijk veel van elkaar hielden, maar misschien te veel aan het ouderschap dachten en dat het daarom niet lukte. Uiteindelijk kregen ze dan toch vijf kinderen. Deze werden bescheiden en tamelijk sober opgevoed in de vrij kleine Villa Ada bij Rome.
- Jolanda Margaretha Milena Elisabeth Romana Maria (1 juni 1901 - 16 oktober 1986), getrouwd met Giorgio Calvi di Bergolo.
- Mafalda Maria Elisabeth Anna Romana (2 november 1902 - 27 augustus 1944), getrouwd met landgraaf Filips van Hessen-Kassel, een kleinzoon van keizer Frederik III van Duitsland en keizerin Victoria van Saksen-Coburg en Gotha, een dochter van koningin Victoria van het Verenigd Koninkrijk.
- Umberto Nicola Tommaso Giovanni Maria (15 september 1904 - 18 maart 1983), getrouwd met prinses Marie José van België, dochter van koning Albert I. Hij werd de laatste koning van Italië.
- Johanna Elisabeth Antonia Romana Maria (13 november 1907 - 26 februari 2000), getrouwd met tsaar Boris III van Bulgarije. Ze werd moeder van de latere tsaar Simeon II.
- Maria Francisca Anna Romana (26 december 1914 - 7 december 2001), getrouwd met prins Lodewijk van Bourbon-Parma, een zoon van hertog Robert I van Parma en hertogin Maria Antonia van Bragança, op haar beurt weer een dochter van koning Michaël I van Portugal.